# 77式短機関銃
77式短機関銃(T77衝鋒槍)は、中華民国国軍で制式採用されている短機関銃。

## 概要

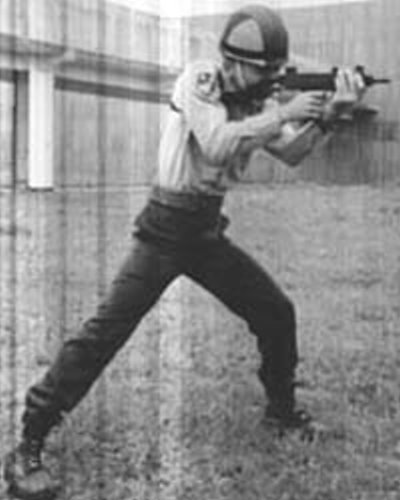
77式を構える憲兵

1985年に、イングラムM10を原形として開発された。M10のブローバック、オープンボルト、テレスコーピング・ボルトといった方式はそのままに、イスラエルのUZIも参考にして小口径の9mmパラベラム弾で発射できるようにしている。
77式短機関銃はその後も改良の末1992年に生産され、中華民国国軍および憲兵隊に採用された。また、憲兵特勤隊がテストをした際には、6,000発発射して故障が発生した確率は0.2%と言われている。

## 採用
憲兵隊では私服憲兵や犯罪検挙などを担当する憲兵に採用されており、また国軍では特殊部隊で使用されている。